# Herråkra socken
Herråkra socken i Småland ingick i Uppvidinge härad i Värend, ingår sedan 1971 i Uppvidinge kommun och motsvarar från 2016 Herråkra distrikt i Kronobergs län.
Socknens areal är 74,55 kvadratkilometer, varav land 72,17. År 2000 fanns här 183 invånare. Kyrkbyn Herråkra med sockenkyrkan Herråkra kyrka ligger i socknen. 

## Administrativ historik
Socknen bildades omkring 1620 genom en utbrytning ur Dädesjö socken.
Vid kommunreformen 1862 övergick socknens ansvar för de kyrkliga frågorna till Herråkra församling och för de borgerliga frågorna till Herråkra landskommun.  En del av landskommunen bröts ut 1939 för att bilda Lessebo köping, kvarvarande del inkorporerades 1952 i Lenhovda landskommun som sedan 1971 uppgick i Uppvidinge kommun. Församlingen uppgick 2012 i Lenhovda-Herråkra församling.
1 januari 2016 inrättades distriktet Herråkra, med samma omfattning som församlingen hade 1999/2000.
Socknen har tillhört samma fögderier och domsagor som Uppvidinge härad. De indelta soldaterna tillhörde Kalmar regemente, Uppvidinge kompani.

## Geografi
Herråkra socken är en skogsbygd, rik på mossar och småsjöar, med en högsta punkt 266 meter över havet.

## Fornminnen
Ett röse från bronsåldern är känd.

## Namnet
Namnet (1629 Heråkra), taget från kyrkbyn, består av ett förled med oklar tolkning, möjligen Herran syftande på platsen för kyrkan, och efterledet åker.

### Fotnoter
1. 1 2 3  Svensk Uppslagsbok andra upplagan 1947–1955: Herråkra socken
2. 1 2  Harlén, Hans; Harlén Eivy (2003). Sverige från A till Ö: geografisk-historisk uppslagsbok. Stockholm: Kommentus. Libris 9337075. ISBN 91-7345-139-8
3. ↑  ”Församlingar”. Statistiska centralbyrån. https://www.scb.se/hitta-statistik/regional-statistik-och-kartor/regionala-indelningar/forsamlingar/. Läst 30 december 2022.
4. ↑  Administrativ historik för Herråkra socken (Klicka på församlingsposten). Källa: Nationella arkivdatabasen, Riksarkivet.
5. 1 2  Sjögren, Otto (1931). Sverige geografisk beskrivning del 2 Östergötlands, Jönköpings, Kronobergs, Kalmar och Gotlands län. Stockholm: Wahlström & Widstrand. Libris 9939
6. 1 2 3  Nationalencyklopedin
7. ↑  Fornlämningar, Statens historiska museum: Herråkra socken
8. ↑  Fornminnesregistret, Riksantikvarieämbetet: Herråkra socken Fornminnen i socknen erhålls på kartan genom att skriva in sockennamn (utan "socken") i "Ange geografiskt område"